# La Prénessaye
La Prénessaye (tiếng Breton: Perenezeg) là một xã của tỉnh Côtes-d'Armor, thuộc vùng Bretagne, tây bắc Pháp.

## Dân số
Người dân ở La Prénessaye được gọi làPrénessayais.